# Протопласт

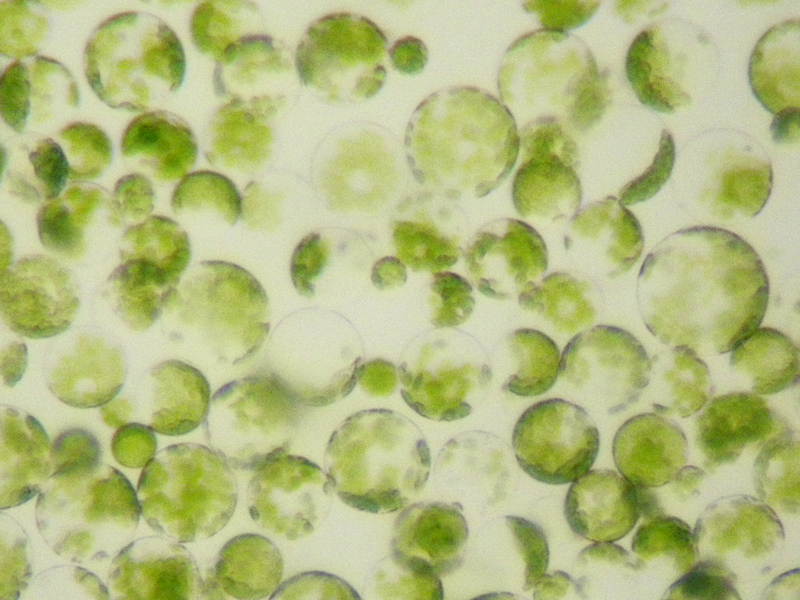
Протопласти клітин листка петунії.

Протопласт (від дав.-гр. πρῶτος — «перший» + πλαστός — утворений, виліплений) — вміст рослинної клітини. Складається з клітинної мембрани і протоплазми, не включає оболонку рослинної клітини.
Протопласт включає
- цитоплазму,
- ядро,
- всі  органели
- клітинну мембрану

Протопласт не включає клітинної стінки.
Термін протопласт введений А. Ганштейном в 1880 році.
Виділення протопластів широко використовується в дослідженнях клітин та генній інженерії. Життєздатні протопласти отримують, зокрема, в результаті обробки клітин спеціальними ферментами, які руйнують клітинну оболонку.
Це дозволяє за допомогою хімічних і механічних методів виділяти і досліджувати структурні компоненти і навіть окремі молекули, вносити зміни в генетичну структуру тощо. Протопласти можуть регенерувати клітинну оболонку, що використовується, зокрема, для отримання повноцінних генетично змінених клітин.
Після злиття (соматичної гібридизації) протопласти утворюють новий живий організм — регенерант. Таким шляхом можуть бути отримані соматичні гібриди рослин.
L-форми бактерій і мікоплазми позбавлені клітинних стінок, за цією ознакою їх відносять до протопластів.